# مربی لاک‌پشت
مربی لاک‌پشت نام تابلویی هنری از نقاش اهل ترکیه، عثمان حمدی است. این تابلو در دو نسخهٔ مختلف در سال‌های ۱۹۰۶ و ۱۹۰۷ میلادی ترسیم شده‌اند. هر دو تابلو در مسجد سبز (به ترکی استانبولی: Yeşil Camii) در شهر بورسا ترسیم شده‌اند. اصلی‌ترین تفاوت نسخهٔ اول و دوم دو تابلو در تعداد لاک‌پشت‌ها و دست نوشته بر روی دیوار مسجد می‌باشد.